# Johann Rason
Prof. JUDr. Johann Rason (10. února 1753 Wick v Tyrolsku – 2. dubna 1796 Olomouc) byl profesor práva, a rektor olomouckého lycea.
Rason nastoupil v roce 1786 na místo zesnuvšího profesora Jana Nepomuka Kniebandla z Ehrenzweigu na Právnické fakultě olomouckého lycea, přičemž předtím vyučoval na Univerzitě v Záhřebu. Nejprve v Olomouci půl roku supploval přirozené právo, římské právo a všeobecnou státovědu, a později se stal profesorem na katedře práva církevního. Kromě toho také vyučoval trestní právo, až do roku 1792, kdy vznikla samostatná katedra trestního práva.
V roce 1790 se stal rektorem lycea.